# Nanna eningae
Nanna eningae là một loài bướm đêm thuộc phân họ Arctiinae, họ Erebidae.